# 18 Delphini
18 Delphini (18 Del) o Musica, è una stella gigante gialla catalogata come G6III nella classificazione stellare. Questa stella è situata a circa 238 anni luce dalla Terra e si trova nella costellazione del Delfino. Nel febbraio 2008 si è scoperto che un pianeta extrasolare, Arion, orbita intorno alla stella.

## Osservazione
Si tratta di una stella situata nell'emisfero celeste boreale, ma abbastanza vicina all'equatore celeste; ciò comporta che possa essere osservata da tutte le regioni abitate della Terra senza alcuna difficoltà e che sia invisibile soltanto nelle aree più interne del continente antartico. Nell'emisfero nord invece appare circumpolare solo oltre il circolo polare artico. Essendo di magnitudine 5,52, è visibile ad occhio nudo, ma solo in un cielo molto buio.
Il periodo migliore per la sua osservazione nel cielo serale ricade nei mesi compresi fra giugno e novembre; da entrambi gli emisferi il periodo di visibilità rimane indicativamente lo stesso, grazie alla posizione della stella non lontana dall'equatore celeste.

## Denominazione
18 Delphini è la denominazione della stella in accordo alla nomenclatura di Flamsteed. Le altre sigle che la identificano secondo i principali cataloghi astronomici sono riportati nella tabella a lato.
Nel luglio del 2014, l'Unione Astronomica Internazionale ha indetto un concorso pubblico per assegnare dei nomi propri ad alcuni esopianeti ed alle loro stelle. La procedura ha previsto che partecipanti appartenenti ad associazioni astronomiche potessero proporre delle denominazioni, che successivamente sono state sottoposte a votazione aperta a chiunque volesse partecipare. Il nome che ha ottenuto il numero maggiori di voti per 18 Delphini è stato Musica, proposto dal club scientifico della scuola superiore Jonan della Prefettura di Tokushima, in Giappone, in associazione al nome Arion proposto per il pianeta. La scelta rende omaggio al leggendario citarista greco Arione, che secondo la leggenda, sarebbe stato salvato da un delfino dopo che egli era riuscito ad attirare la sua attenzione suonando una cetra.

## Caratteristiche fisiche
18 Delphini è una gigante gialla, con una massa pari a 2,3 volte quella solare, un raggio pari a 8,5 volte quello solare e 40 volte più luminosa del Sole. La sua temperatura superficiale è di circa 4970 K. La sua metallicità è pari a circa l'89% di quella solare.
La sua età non è nota.

## Sistema planetario
Attorno a 18 Delphini orbita un gigante gassoso scoperto nel 2008, con il metodo della velocità radiale.
Arion, o 18 Delphini b, possiede una massa minima di 10,3 MJ. Completa un'orbita quasi circolare in circa 993 giorni terrestri, ad una distanza media dalla stella di 2,6 UA.

### Prospetto del sistema
Segue un prospetto dei componenti del sistema planetario di 18 Delphini, in ordine di distanza dalla stella.
| Pianeta | Tipo            | Massa     | Periodo orb. | Sem. maggiore | Eccentricità | Scoperta |
| ------- | --------------- | --------- | ------------ | ------------- | ------------ | -------- |
| b       | gigante gassoso | > 10,3 MJ | 993,3 giorni | 2,6 UA        | 0,08         | 2008     |